# Мещерская, Мария Элимовна
Княжна Мария Элимовна Мещерская, в замужестве княгиня Демидова-Сан-Донато (16 февраля 1844—26 июля 1868) — фрейлина императрицы Марии Александровны, первая любовь императора Александра III.

## Биография
Княжна Мария Элимовна (Елимовна) Мещерская родилась в семье дипломата князя Элима Петровича Мещерского и Варвары Степановны (1819—1879), дочери писателя С. П. Жихарева. В 1844 году, когда Марии не было ещё и года, отец умер. Детство Мария Элимовна провела в Париже и в Ницце, постоянно переезжая от матери к бабушке. За границей Варвара Степановна вела такой эксцентричный образ жизни, что императрица Александра Фёдоровна взяла к себе её дочь и поместила её в институт. Но слабое её здоровье не позволяло ей жить в России.

Императрица была вынуждена обратиться за помощью к её родственнице княгине Е. Н. Чернышёвой (вдове военного министра А. И. Чернышёва) и просила её взять Марию к себе в Рим на время. Когда ей исполнилось восемнадцать лет, княжна Мещерская вернулась в Россию, где была принята в доме тётки, княгини Елизаветы Барятинской (дочери военного министра А. И. Чернышёва). Но та ревновала племянницу к своему мужу, который был привязан к ней и, по мнению С. Д. Шереметева, даже влюблен в неё:
Нельзя сказать, чтобы княгиня Барятинская её баловала. Напротив того, она скорее держала её в чёрном теле. Она занимала в доме последнее место…

Вскоре, благодаря ходатайству родственников, Мария Элимовна стала фрейлиной императрицы Марии Александровны и поселилась в Зимнем дворце. Весной 1864 года при дворе княжна Мещерская встретилась с великим князем Александром Александровичем, вторым сыном императрицы. Имя Марии Мещерской появляется в переписке великого князя. В июне этого же года он пишет матери: «Ездили с обществом в Павловск на ферму и пили там чай. М. Э. Мещерская ездила с нами также верхом и часто бывала с нами в Павловске». Постепенно она входит в компанию, образовавшуюся при дворе из представителей «золотой молодёжи». Кроме великого князя Александра в неё входили: цесаревич Николай, великий князь Владимир, кузен Николай Лейхтенбергский, кузен Николай Константинович, князь Мещерский, граф Илларион Воронцов-Дашков, князь Владимир Барятинский, фрейлина Александра Жуковская. Молодежь развлекалась, танцевала, играла в карты, и всё чаще Александр Александрович старался выбрать партнёршей княжну Мещерскую. По отзывам современницы, княжна была
необычайно красива, дивно сложена, довольно высокого роста, её черные глаза, глубокие и страстные, придавали её изящному лицу из ряда вон выходящую прелесть. Звук голоса её был методичен, и на всем существе её была наложена печать какого-то загадочно-сдержанного грустного чувства, очень обворожительного.

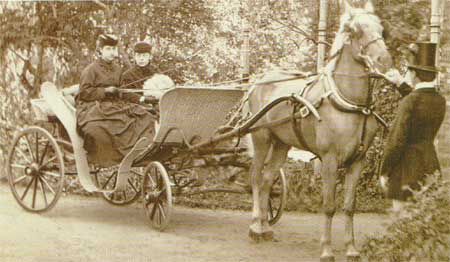
Княжна Мещерская и Александра Жуковская на прогулке в Царскосельском парке, 1865 год

В 1865 году в императорской семье произошла трагедия — скончался цесаревич Николай Александрович, и Александр стал наследником престола. Императорская семья, будучи в длительном трауре, вечерами собирала у себя «весьма оживлённое и весёлое» общество из ряда допущенных ко двору лиц, куда входили приближённые императора, придворные дамы, камергеры, адъютанты, сверстники великих князей — из молодых девушек в это общество были включены лишь Мария Мещерская и Александра Жуковская, дочь поэта. Прусский посланник Лотар фон Швейниц вспоминал, что Мария 
…была очень красива, и налет печали только вызывал к ней ещё больший интерес. Она вообще являлась благородной натурой, и это было прекрасно видно по её чертам, осанке и движениям. Когда она появлялась в „китайском салоне“ императрицы Екатерины, мне казалось, что греческая мраморная статуя оказалась на скифском празднике. Однако за столом, между двумя великими князьями, камень оживал, щёки покрывались румянцем, тёмные глаза начинали светиться, лишь в голосе и движениях оставались покой и благородство.
В этот период чувства великого князя изменились: из дружеских они приняли характер серьёзного увлечения. 7 июня он писал в дневнике: «Каждый день то же самое, было бы невыносимо, если бы не М.». Условившись, они якобы случайно встречались на прогулке в парке, но вскоре об этих отношениях узнали император и императрица. Мария Александровна нашла подобное поведение сына «неприличным». Встретившись 19 июня на Английской дороге из Царского Села в Павловск, цесаревич сообщил, что «они больше не могут больше быть в таких отношениях, в каких были до сих пор». На память Мари подарила свою фотографию с Сашей Жуковской с надписью: «В воспоминание последнего дня в милом Царском». 4 ноября этого же года княжна подарила Александру свой автопортрет
Кузен Марии, князь Владимир Мещерский, выкрал письма к ней наследника престола и передал их императрице, после чего в императорской семье разгорелся скандал. Тем не менее встречи влюблённых вскоре возобновились. Помогала им Александра Жуковская, которая доставляла записки, улаживала размолвки, охраняла покой на прогулках. Цесаревич не был уверен в чувствах княжны Мещерской. Он боялся, что она может принять чьё-то предложение, поэтому предложил своему близкому другу и наследнику огромного состояния графу Иллариону Воронцову-Дашкову жениться на Марии. Однако вскоре граф обвенчался с графиней Елизаветой Шуваловой.

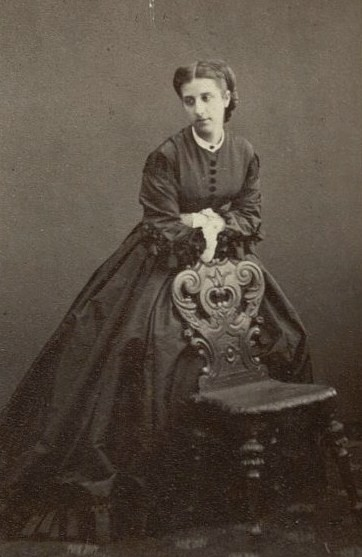
Мария Мещерская (1864)

Постепенно встречи становились всё чаще, и вскоре фрейлине Мещерской был устроен выговор. Обер-гофмейстерина графиня Екатерина Тизенгаузен объявила, что княжна ведёт себя неприлично, открыто бегая за наследником. Во избежания «серьёзных последствий» она должна перестать встречаться с цесаревичем. В ноябре 1865 года Александр II выразил желание, чтобы цесаревич и бывшая невеста Николая — датская принцесса Дагмара — стали мужем и женой. Цесаревич метался между чувством к княжне Мещерской и долгом. Он писал в дневнике 15 марта: «Я её не на шутку люблю, и если бы был свободным человеком, то непременно бы женился, и уверен, что она была бы совершенно согласна».
На балу 18 апреля княжна Мещерская сообщила наследнику, что князь Витгенштейн сделал ей предложение.  Родители настаивали на поездке в Данию, и в мае цесаревич пишет в дневнике: «Я только и думаю теперь о том, чтобы отказаться от моего тяжёлого положения и, если будет возможность, жениться на милой М. Э. Я хочу отказаться от свадьбы с Dagmar, которую не могу любить и не хочу… Может быть, это будет лучше, если я откажусь от престола… Я не хочу другой жены, как М. Э.». Вместе с тем великий князь опасался, что «когда наступит решительная минута, она откажется от меня, и тогда всё пропало».
Решительное объяснение произошло в мае 1866 года. Император сообщил, что в датских газетах напечатана статья о том, что цесаревич не хочет жениться на Дагмаре из-за чувств к княжне Мещерской. Король Кристиан прислал императорской семье письмо с просьбой подтвердить планы наследника относительно дочери. Произошла крупная ссора, в ходе которой Александр Александрович заявил о желании отречься от престола и жениться на «милой Дусеньке», что не нашло понимания у Александра II, пригрозившего выслать княжну. Объяснившись с княжной Мещерской, Александр принял решение поехать в Данию. Единственное, о чём он просил отца, не наказывать девушку. Мария Александровна успокоила сына: Мещерская поедет в Париж вместе со своей теткой княгиней Чернышёвой.
Помолвка цесаревича Александра и принцессы Дагмары Датской состоялась 17 июня 1866 года, а 28 октября последовала свадьба. Княжна Мещерская увиделась с наследником ещё раз в 1867 году в Париже, куда тот приезжал вместе с отцом по приглашению императора Наполеона III.

## Брак и дети

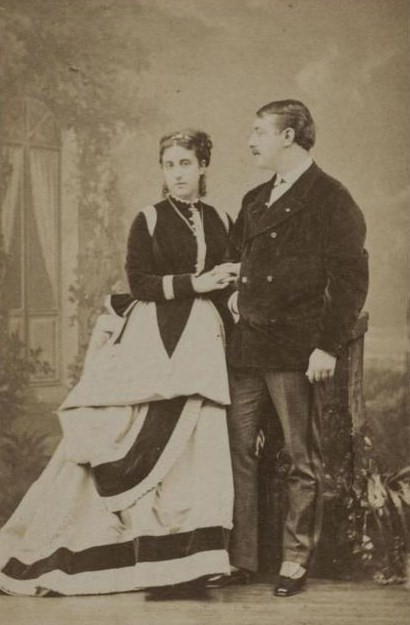
Мария и Павел Демидовы

Покинув двор, княжна Мещерская жила у княгини Чернышёвой. В марте 1867 года при австрийском дворе она познакомилась с секретарём русского посольства в Вене богачом Павлом Павловичем Демидовым (1839—1885), бывшим лучшей партией в России. Вскоре, 7 июня 1867 года была торжественно отпразднована их свадьба. Поручителями по жениху были князь А. И. Барятинский и барон А. Ф. Будберг; поручителями по невесте — граф Д.К. Нессельроде и граф И. И. Воронцов-Дашков. Медовый месяц молодые провели близ Флоренции на вилле Сан-Донато. Демидов обожал свою молодую жену, он окружил её всей роскошью, доступной его богатству, в собственном парижском отеле и вилле в Довиле. Мария Элимовна имела на мужа самое благотворное влияние. По словам современником, после женитьбы Демидов стал совершенно другим человеком, прекратились его безумные траты и вечера в казино.
Весной 1868 года в преддверии родов Мария Элимовна с мужем переехала в Вену, чтобы иметь возможность пользоваться советами знаменитого профессора. В Вене она часто ходила в храм, где её видели молящуюся в слезах. Её беременность проходила трудно, чтобы поддержать невестку и сына к ним из Финляндии приехала Аврора Карловна. Обе женщины очень сдружились и много времени проводили вместе. 25 июля 1868 года Мария Элимовна родила сына Элима и скончалась на следующей день от эклампсии. Благодаря усилиям врачей жизнь ребёнка, которая также подвергалась опасности, была спасена.
Накануне смерти, Мария Элимовна призналась своей подруге А. Жуковской, что «никого и никогда не любила, кроме цесаревича». Муж её нашёл письмо на своё имя, в котором она с ним прощалась и благодарила его за счастье, которое он ей дал и которое длилось меньше года. По словам современницы, 
Поэтический облик Демидовой получил таинственный ореол в этой смерти, так внезапно пресекшей только что добытое счастье. Она унесла с собой разгадку смысла жизни, вопрос, который как будто читался в загадочном выражении её глаз.
Убитый горем Демидов несколько месяцев отказывался видеть сына, а себя считал виновником смерти жены. Он морил себя голодом и был на грани самоубийства. После встречи с отцами-иезуитами из католического ордена «Сердце Иисуса» Павел Павлович несколько пришёл в себя и стал очень религиозным. Жил скромно, ходил пешком, более не носил фрака, и тратил огромные деньги на дела благотворительности. В память о супруге он учредил Мариинскую рукодельную мастерскую в Париже.
М. Э. Демидова была похоронена в Вене на православном кладбище Святого Марка. Есть версия, что позже её прах был перевезён в родовую усыпальницу Демидовых на кладбище Пер-Лашез в Париже. Великий князь Николай Михайлович в своей книге «Русский некрополь в чужих краях. Париж и его окрестности» её захоронения не упоминает. По другой версии,  в 1875 году прах Марии Элимовны был перевезён в Россию и захоронен в цоколе Выйско-Никольской церкви в семейной усыпальнице Демидовых в Нижнем Тагиле. Но согласно дневнику великого князя Александра Александровича в 1880 году её прах был ещё во Франции. В ходе частной поездки в Европу, он сделал запись: «Был в Пер-Лашез, на могиле М. Э. Грустно…»